# 阿黑麻 (叶尔羌汗国)
阿黑麻（Shudja ad Din Ahmad Khan，？—1619年），叶尔羌汗国第5任可汗，拉失德的第五个儿子马黑麻长子。1610年，马黑麻死后，黑山派沙迪和卓拥立他为主。这引起了吐鲁番总督阿都剌因的不满，他在东部自立为汗，同时哈斯木王子在焉耆叛乱。阿黑麻的长子帖木儿平定了哈斯木，但阿都剌因依然割据东部。1615年，帖木儿去世，阿黑麻的堂弟沙拉夫丁王子在喀什噶尔叛乱，阿黑麻派幼子阿布杜拉提甫平叛。1619年，阿黑在打猎时被色勒庫爾的反对派家族暗杀，随后其堂弟忽来失速檀被拥立，即汗位。
| 前任： 马黑麻 | 叶尔羌汗国君主 1610年—1619年 | 繼任： 忽来失速檀 |